# غايوكانتا
بلدية غايوكانتا (بالإسبانية: Gallocanta) هي بلدية تقع في مقاطعة سرقسطة التابعة لمنطقة أراغون شمال شرق إسبانيا.

## الديموغرافيا
بلغ عدد سكان بلدية غايوكانتا 156 نسمة عام 2011 (وفقاً للمعهد الوطني الإسباني للإحصاء).
| 191 | 181 | 172 | 157 | 156 | 153 | 156 |